# Raiza Andrade
Raiza Andrade (Caracas, 21 de julio de 1945) es una poetisa, narradora, cineasta, dramaturga venezolana. Es socióloga y doctora en Educación, profesora titular y coordinadora del Postgrado en Propiedad Intelectual de la Universidad de Los Andes. Miembro de la Asociación de Escritores de Mérida.

## Algunas publicaciones
- Venus Pubísima  (Mérida, 1998).[6]
- I Antología de poesía y de narrativa de la AEM (Mérida, 2004).
- II Antología de Poesía “Larghetto ma non troppo”
- II de narrativa “Relatos de humor sin extrema-unción”, de la Asociación de Escritores de Mérida (2005).
- Biotecnología y propiedad intelectual. Livrosca : Universidad de Los Andes, 1999.[7]

## Películas
- 1994: Bolívar, ese soy yo. Codirectora, junto a Edmundo Aray.[8][9]